# Ейріні Георгату
Ейріні Георгату (нар. 1 лютого 1990) — колишня грецька тенісистка.
Найвищу одиночну позицію світового рейтингу — 176 місце досягла 16 травня 2011, парну — 171 місце — 31 січня 2011 року.
Здобула 5 одиночних та 2 парні титули туру ITF.
Завершила кар'єру 2011 року.

## Фінали ITF
| турніри $100,000 |
| турніри $75,000  |
| турніри $50,000  |
| турніри $25,000  |
| турніри $10,000  |

### Одиночний розряд: 8 (5–3)
| Результат | Ранг | Дата            | Турнір                      | Покриття | Суперниця           | Рахунок          |
| --------- | ---- | --------------- | --------------------------- | -------- | ------------------- | ---------------- |
| Поразка   | 1.   | 15 березня 2008 | ITF Рамат-ха-Шарон, Ізраїль | Тверде   | Ленка Юрикова       | 4–6, 3–6         |
| Поразка   | 2.   | 24 травня 2008  | ITF Раанана, Ізраїль        | Тверде   | Манана Шапакідзе    | 2–6, 7–6(5), 1–6 |
| Перемога  | 3.   | 5 жовтня 2008   | ITF Мітилена, Греція        | Тверде   | Ганна Півень        | 6–4, 6–2         |
| Перемога  | 4.   | 6 квітня 2009   | ITF Анталія, Туреччина      | Тверде   | Катерина Авдієнко   | 3–2 ret.         |
| Перемога  | 5.   | 13 квітня 2009  | ITF Анталія                 | Тверде   | Тетяна Ареф'єва     | 6–3, 6–7(5), 7–5 |
| Перемога  | 6.   | 8 червня 2009   | ITF Карші, Узбекистан       | Тверде   | Христина Антонійчук | 6–1, 3–1 ret.    |
| Перемога  | 7.   | 5 червня 2010   | ITF Бухара, Узбекистан      | Тверде   | Сопія Шапатава      | 1–6, 6–1, 6–3    |
| Поразка   | 8.   | 24 жовтня 2010  | ITF Глазго, Велика Британія | Тверде   | Кароліна Плішкова   | 3–6, 6–0, 6–3    |

### Парний розряд: 5 (2–3)
| Результат | Ранг | Дата           | Турнір                      | Покриття | Партнерка       | Суперниці                          | Рахунок           |
| --------- | ---- | -------------- | --------------------------- | -------- | --------------- | ---------------------------------- | ----------------- |
| Поразка   | 1.   | 5 жовтня 2008  | ITF Мітилена, Греція        | Тверде   | Джейд Гоппер    | Рената Бакієва Діана Марцинкевич   | 1–6, 3–6          |
| Перемога  | 2.   | 7 лютого 2010  | ITF Саттон, Велика Британія | Тверде   | Валерія Савіних | Наомі Кедевей Анна Сміт            | 7–5, 2–6, [10–8]  |
| Перемога  | 3.   | 16 квітня 2010 | ITF Йоганесбурґ, ПАР        | Тверде   | Віталія Дяченко | Марина Еракович Тамарін Танасугарн | 6–3, 5–7, [16–14] |
| Поразка   | 4.   | 24 жовтня 2010 | ITF Глазго, Велика Британія | Тверде   | Валерія Савіних | Карен Барріца Джулія Майр          | w/o               |
| Поразка   | 5.   | 10 жовтня 2011 | ITF Жуе-ле-Тур, Франція     | Тверде   | Ірена Павлович  | Людмила Кіченок Надія Кіченок      | 2–6, 0–6          |